# Vagács Caesar
Vagács Caesar János (Vagács Cézár János) (Ótura, 1817. május 6. – Komárom, 1878. április 29.) Szent Benedek-rendi áldozópap és gimnáziumi igazgató.

## Élete
1836. szeptember 16-án lépett a rendbe. Pannonhalmán végezte teológiai tanulmányait, 1844. július 27-én tett fogadalmat és 1844. augusztus 2-án áldozópappá szenteltetett. Gimnáziumi tanár volt 1844-49-ban Pápán, 1849-50-ben líceumi tanár Pannonhalmán; 1850-60-ben gimnáziumi tanár Sopronban; 1860-66-ban ismét líceumi tanár Pannonhalmán; 1866-77-ben a komáromi rendház főnöke és gimnáziumi igazgató Komáromban; 1877-78-ban ugyanott házfőnök.
Cikkei a Tanodai Lapokban (1857. Vezéreszmék a latin irodalom ismertetésében, dicséretet nyert pályamű, 1859. Mily vádak emeltettek alaposan a gymnasiumból kilépő ifjúság valláserkölcsi élete ellen és mely eszközöket kell a gymnasiumoknak fölhasználni ezen vádak okainak megszüntetésére? Jutalmat nyert pályamű); írt még az Idők Tanujába, a Magyar Államba és a Mátyás Diákba.

## Művei
- Carmen elegiacum honoribus Michaelis Rimely archiabbatis... 1843
- Olvasmány a főgymnásiumi közép osztályok számára. Pest, 1854 (szerk.) Online
- Latin irályképző gyakorlatok a főgymnasiumok és kisseminariumok számára. Esztergom, 1861 (Schiebinger Emillel) 2. kiadás. Győr, 1863., 4. bőv. és jav. kiadás. Uo. 1873. 5. k. Uo. 1879. 6. k. átdolgozta és bővítette Bárdos Remig. Bpest, 1902)
- Bernardini Takács Benedictini Pannonii armina selecta. Recognovit ac annotationibus illustravit. Comaromii, 1866
- Ode honoribus Chrysostomi Kruesz archiabbatis. Uo. 1866
- Ode honoribus Mariani Falcinelli nuncii apostolici. Uo. 1866
- Népies rimek tek. Jaross Károly mint kath. autonomiai képviselő tiszteletére. Uo. 1870
- Carmen elegiacum honoribus Mainradi John abbatis Cellensis. Uo. 1870
- Ode honoribus Cardinalis Joannis Simor. Uo. 1874
- Carmen elegiacum honoribus Justiniani Hollósi abbatis. Uo. 1874
- Opusculum poeticum illustrissimo ac rev. dno Joanni Chysostomos Kruesz, s Montis Pannonia archiabbati in perennem ab eodem restaurate et ornate ecclesine cathedralis s. Martini episc. memoriam dicatum... 1876, Uo.